# Marana
Marana est une ancienne piève de Corse. Située dans le nord-est de l'île, elle relevait de la province de Bastia sur le plan civil et du diocèse de Mariana sur le plan religieux.

## Géographie

### Composition
Le territoire de l'ancienne piève de Marana correspond aux territoires des communes actuelles de :
- Borgo ;
- Lucciana ;
- Vignale.

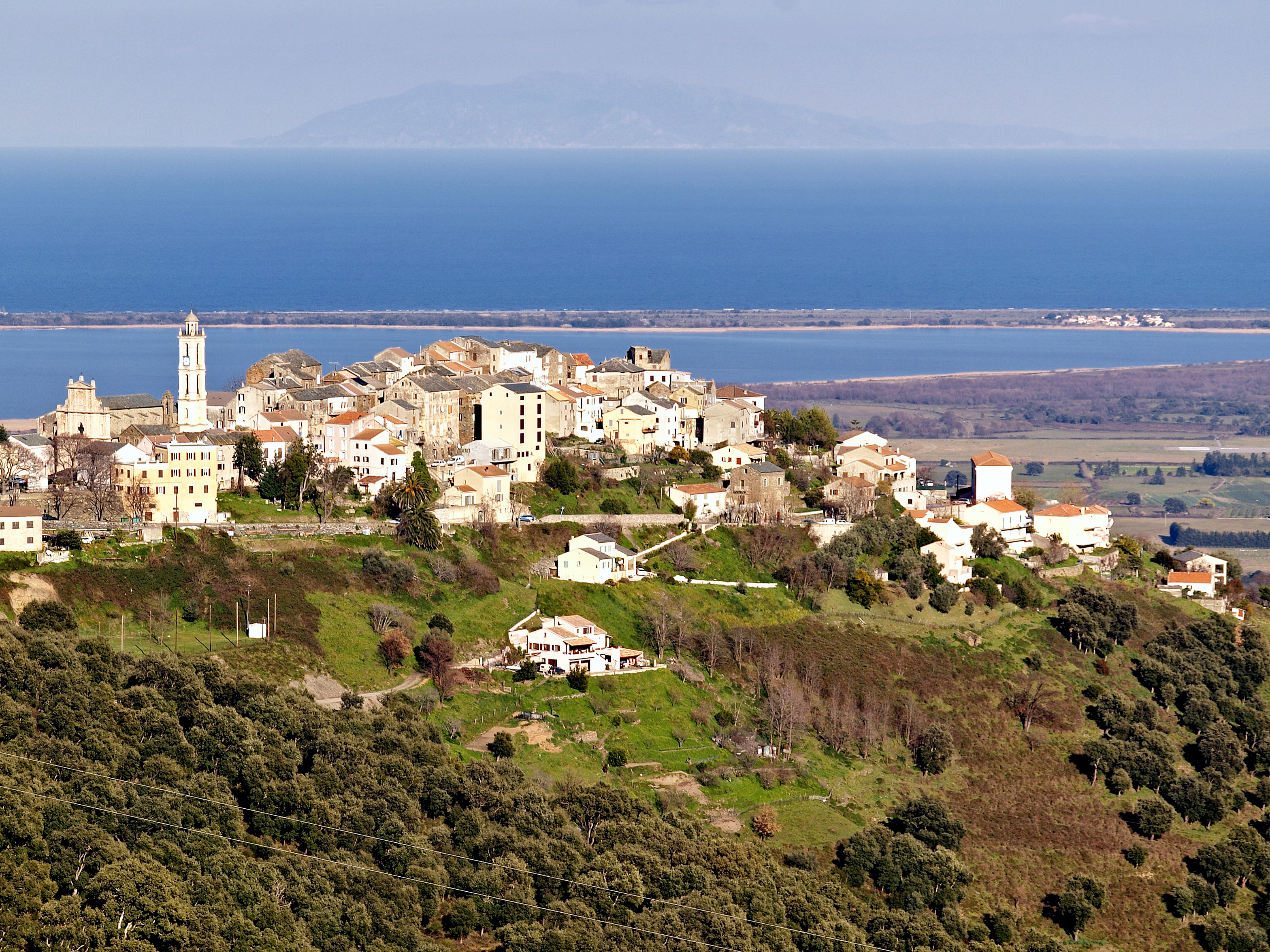
Borgo.
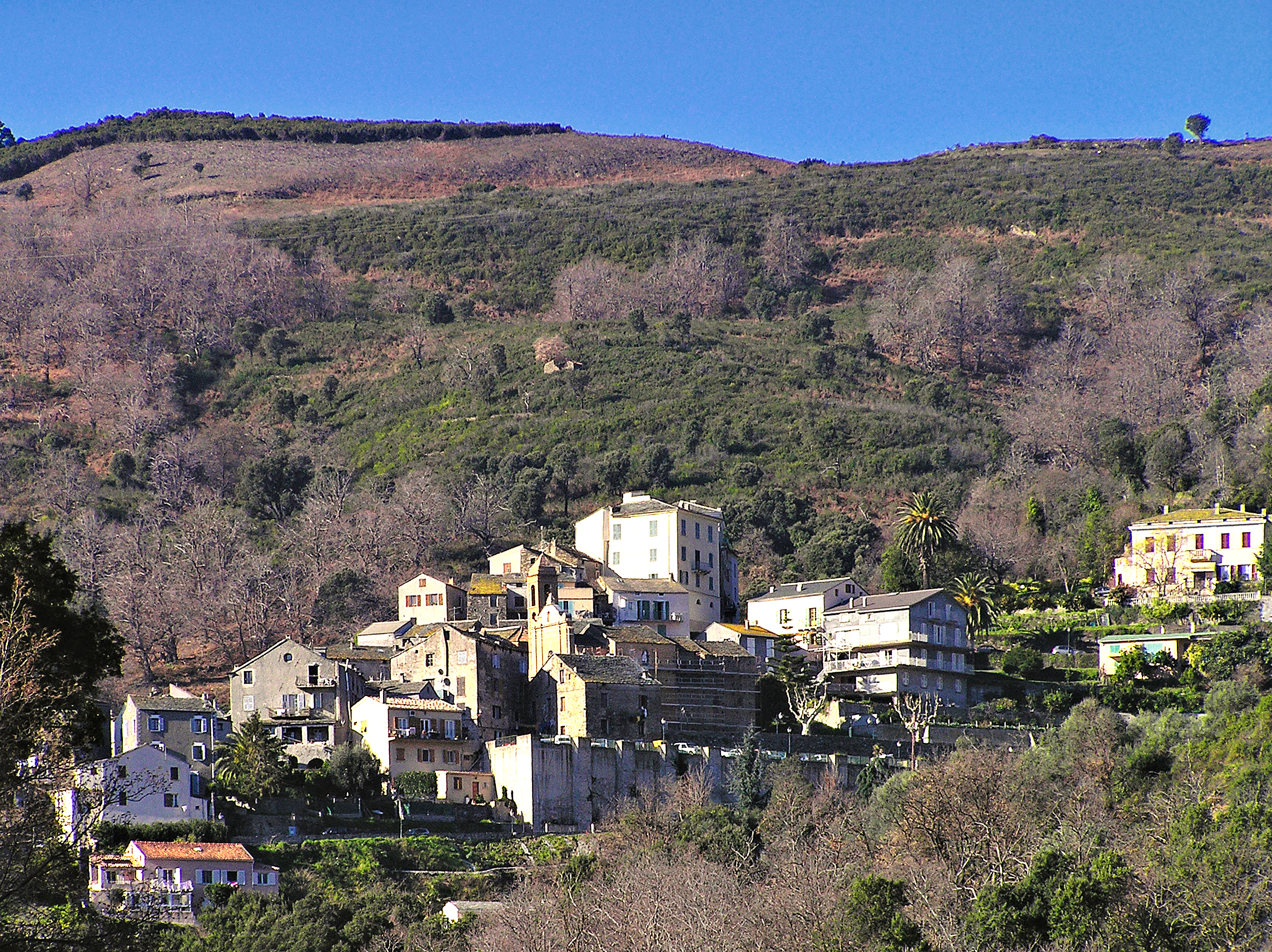
Lucciana.
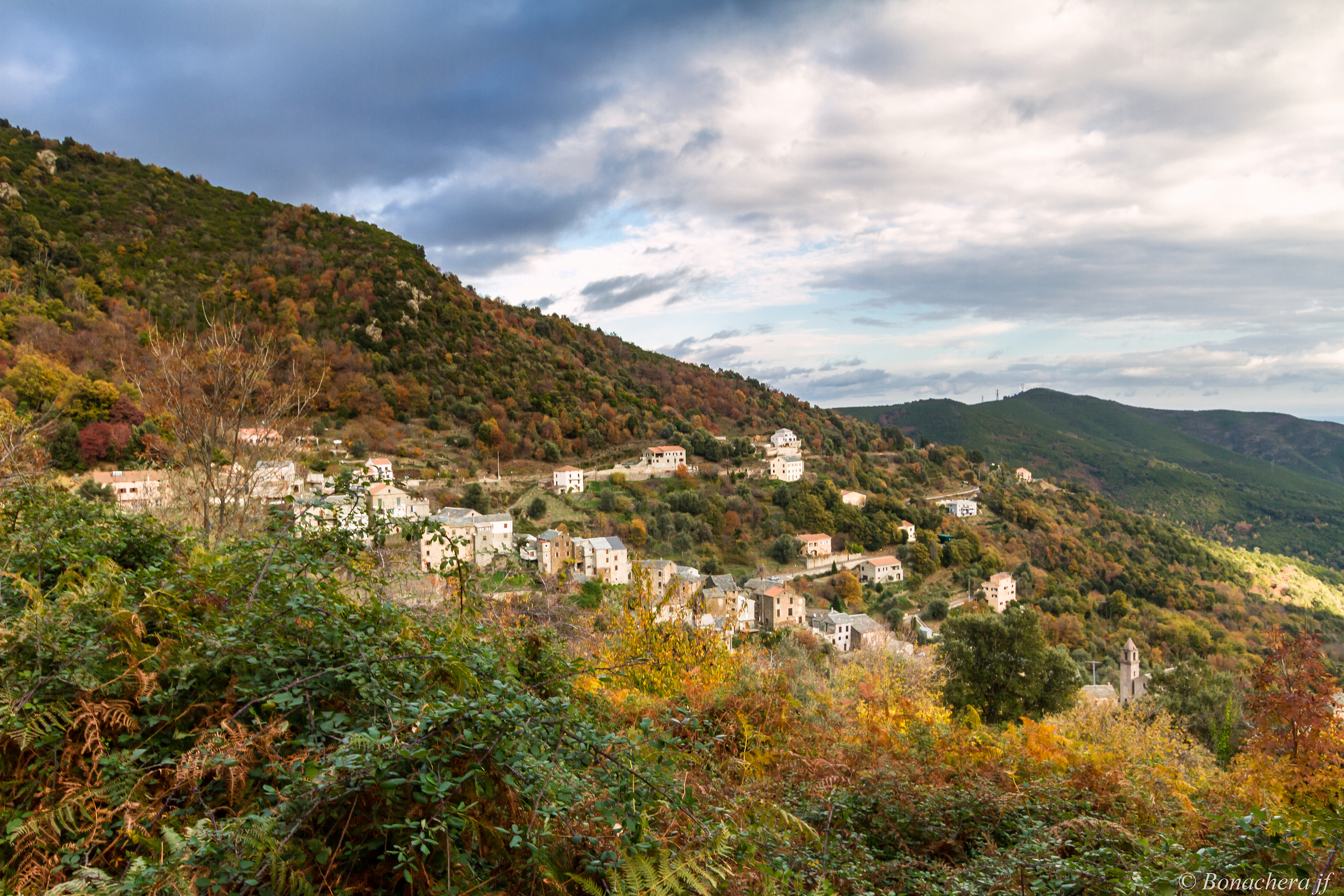
Vignale.

Les pièves voisines de Marana sont :

## Histoire

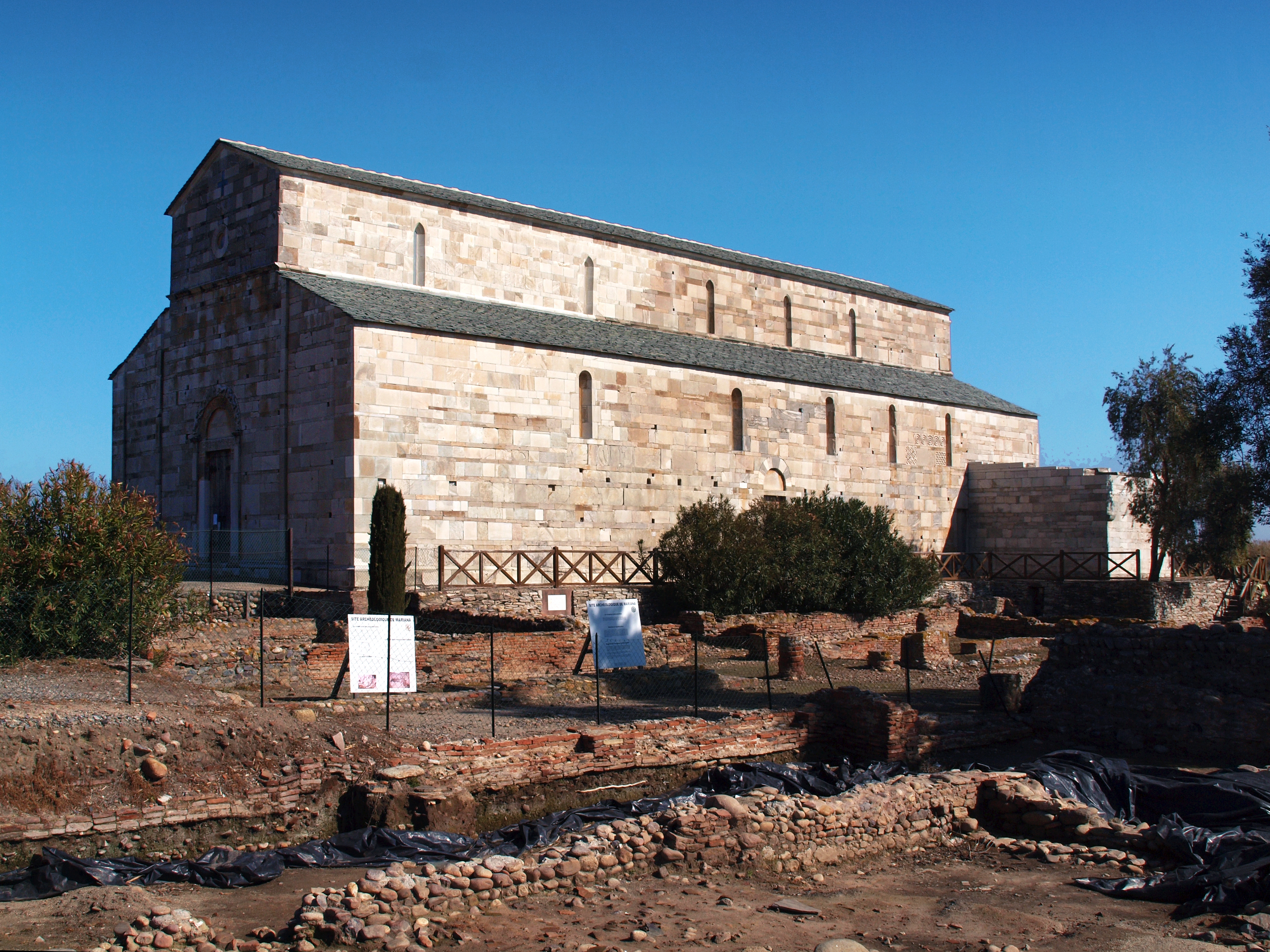
La cathédrale sur le site archéologique de Mariana.

Au XVIe siècle, vers 1520, la piève de Marana comptait environ 1 500 habitants. Elle avait pour lieux habités :
- Luciana Lucciana,
- lo Vignale Vignale,
- lo Borgo Borgo,
- la Serra Borgo,
- Santo Apiano.

Elle tient son nom de la cité de Mariana, détruite par les Sarrasins et dont ne subsistaient que les vestiges de ses édifices religieux : cathédrale médiévale et de l'église funéraire de San Parteo.
À l'époque, Marana était séparée au sud, de la piève de Casinca par le Golo jusqu'à son embouchure près de la Torre di Ponta d’Arco, au nord se trouvait Orto, au nord-ouest le Nebbio et à l'ouest la Costiera.
Au début du XVIIIe siècle la piève de Marana était composée des communautés de Borgo (174 hab.), Lucciana (193 hab.) et Vignale 178 hab.).

### Moyen Âge
- 844 (?) - Boniface II marquis de Toscane et tutor Corsicæ abandonne l'île aux Sarrasins qui pillaient ses côtes depuis 714. Mais vers 860 une lente et anarchique reconquête sur les Maures et leur roi Ferrandino est entreprise par Ugo Colonna, patricien romain nommé comte de Corse par le Pape. La féodalité corse apparaît.

Le nord-est de la Corse est reconquis par un descendant de Boniface marquis toscan fondateur de Bonifacio : Oberto ancêtre des Malaspina et des Obertenghi, avec le concours d'Amondino ancêtre des Amondaschi seigneurs en Casacconi, Costiera, Rostino, Giovellina, Niolo, puis Talcini, Venaco, Casinca, Mariana, le concours du génois Ydo ou Ido chef des Peverelli jusqu'en 1082 seigneurs d'Olcani à La Chiappella et le concours d'Alberto de Loreto ancêtre des Loretesi d'Ajaccio Castelvecchio au Xe siècle, "Juge" (Giudice) de Casinca, Mariana, Lota-Sagro (Brando-Sisco-Pietracorbara), Tavagna, Moriani, Ampugnani.
- 1052 - Les descendants Loretesi sont dépouillés de Mariana par les seigneurs Amondaschi.
- 1130 - Les de Bagnaria, une puissante famille, promus seigneurs, obtiendront l'administration d'Orto, Marana et Costiera en s'appuyant sur les châteaux de Furiani, Biguglia, Ischia, Montechiaro, Stella et seront en conflit avec les seigneurs voisins, au XIIIe siècle pour Pietrabugno, Montebello-Cotone, Croce d'Oletta[4].

### Temps modernes
Religieusement, elle faisait partie des 18 pièves du diocèse d'Accia et Mariana : Capo Corso, Luri, Brando, Lota, Orto, Marana, Bigorno, Caccia, Casinca, Tavagna, Moriani, Ostricone, Tuuani, S.Andrea, Giussani, Casaconi, Ampugnani et Rostino.
Le diocèse comportait 87 paroisses avec 23 couvents, et comptait 40 600 habitants, et rapportait une pension d'environ 10 000 lires. Dans la piève de Marana, se trouvait le couvent Saint-François à Lucciana, édifice ruiné.
Civilement la piève de Marana relevait de la juridiction de Bastia.
- 1790 - La piève de Marana devient le canton de Marana.
- 1793 - Le canton d'Orto est réuni à celui de Marana pour former le canton de Mariana.
- 1828 - Le canton de Mariana devient le canton de Borgo.

## Église piévane

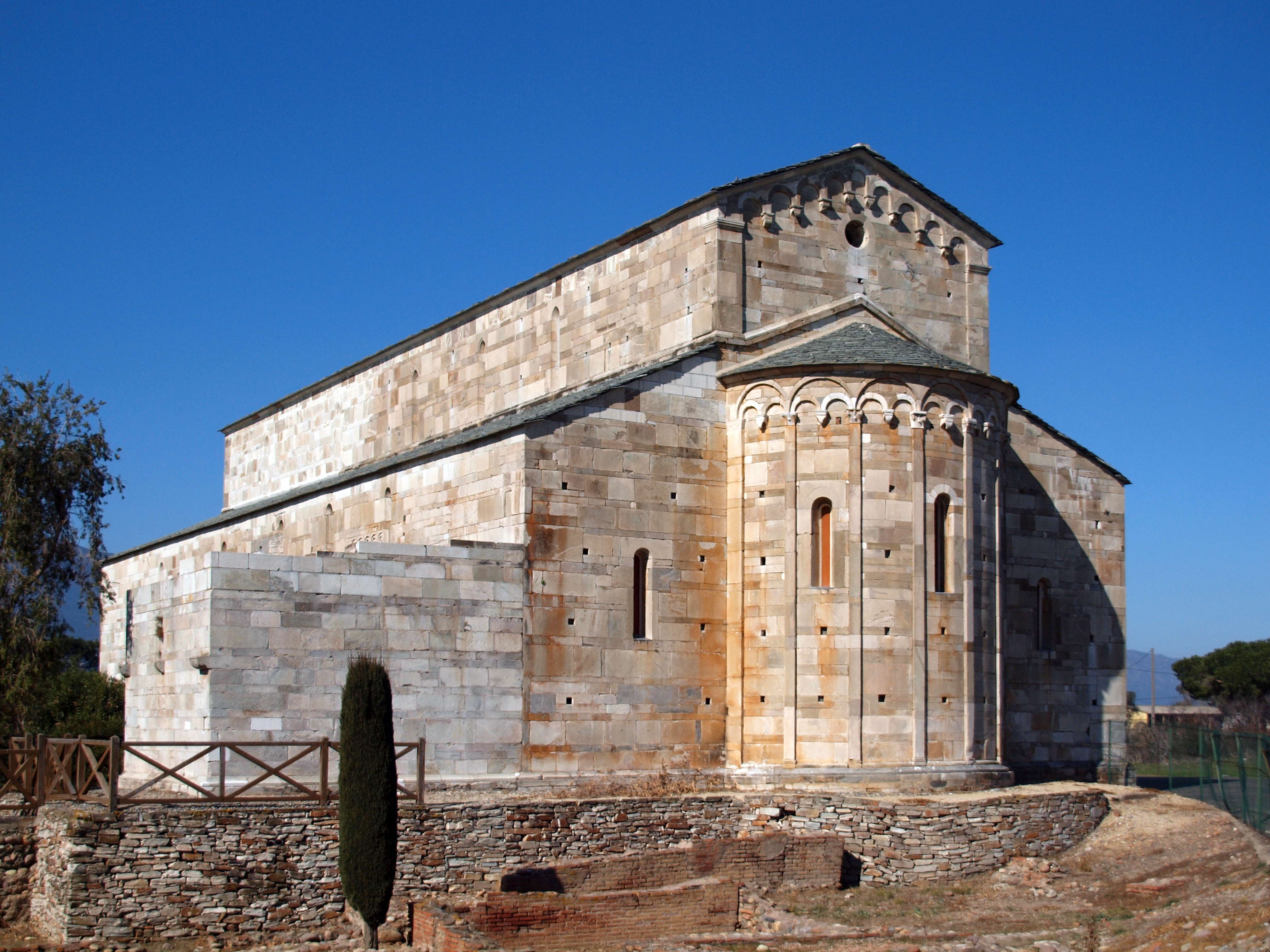
L'église Santa Maria Assunta, dite "A Canonica"

Selon Geneviève Moracchini-Mazel deux églises ont porté le titre d'église piévane (appelée aussi piève ou piévanie) :
- Santa Maria Assunta, ancienne cathédrale de Mariana, dite A Canonica (commune de Lucciana)
- Sant'Appianu (commune de Borgu)